# Jordi Barri i Carles
Jordi Barri i Carles (Lleida, 30 de desembre de 1979) és un empresari català i director executiu de Flax & Kale, un grup del sector de la restauració que el 2022 va facturar 17 milions d'euros.

## Trajectòria
Fill d'una família de restauradors, el 1979 els seus pares van obrir les portes del Paradís, al carrer de Joan Baget número 20 de la ciutat de Lleida, un dels primers restaurants vegetarians de la península Ibèrica. Després de treballar en els camps de l'auditoria i el màrqueting, el 2009 es va incorporar a l'empresa familiar. El 2011, conjuntament amb la seva germana Mar i els seus pares, va inaugurar el restaurant Teresa Carles al carrer de Jovellanos de Barcelona, també vegetarià i, tres anys després, el restaurant flexiterià Flax & Kale.
El 2018, el grup empresarial Teresa Carles Healthy Foods va obrir un obrador de recerca i desenvolupament de 6.500 metres quadrats a Bell-lloc d'Urgell, amb una inversió de 7,2 milions d'euros. A la planta hi treballen quaranta persones que produeixen els aliments necessaris per a proveir els seus restaurants i diferents cadenes de supermercats, com els 2.500 quilos de col arrissada en hivernacles, i s'elaboren els plats de proteïna vegetal, els sucs premsats en fred i la kombutxa amb què la firma ha assolit el vint per cent de la quota de mercat.